# Pentekostie

Pentekostie mit 50 Mann (Ouragos = grüner Schild, Enomotarch = schwarzer Schild, Pentekonter = gelber Schild)

Die Pentekostie (griechisch: πεντηκοστύς (pentekostýs)= „Abteilung von 50 Mann“ bzw. von πεντηκοστός (pentekostós) = „fünfzigster“) war eine Unterabteilung der antiken griechischen Heere in der Phalanx. Sie bestand aus zwei Enomotien. Ihr Anführer hieß Pentekontarch (von griechisch:  ἄρχειν = herrschen), in der Literatur auch als Pentekonter zu finden. Zwei Pentekontien bildeten einen Lochos.
In Abhängigkeit von der wechselnden Stärke der Enomotien konnte auch die Stärke der Pentekostie zwischen 50 und 72 Mann liegen. In Sparta hatte die Pentekostie regelmäßig 72 Mann.
Aus dem Marsch entwickelten sich aus der Pentekostie zunächst die Enomotien, die sich anschließend durch Linksaufmarsch zur acht- oder zwölfgliedrigen Phalanx aufstellten. Somit besetzte eine Pentekostie in der Phalanx gewöhnlich sechs Rotten. Ausnahmen von dieser Regel sind vor allem für die thebanischen Heere nachgewiesen. Bei der Schlacht von Delion wurde der rechte Flügel 25 Mann tief aufgestellt, die Pentekostie bildete also nur zwei Rotten. Bei Leuktra ließ Epaminondas die Pentekostien des linken Flügels sogar jeweils in einer einzigen Rotte aufmarschieren.